# بيتر كوفاتش (قاضي)
بيتر كوفاتش (بالمجرية: Kovács Péter)‏ هو دبلوماسي وقاضي مجري، ولد في 1959 في سيجد في المجر.